# Balme
Balme (frankoprovenzalisch Barmes) ist eine Gemeinde in der italienischen Metropolitanstadt Turin (TO), Region Piemont. 

## Lage und Einwohner
Balme liegt etwa 45 km nordwestlich von Turin und ist die höchstgelegene Gemeinde im Val d'Ala, das von der Stura di Ala, einem Quellfluss der Stura di Lanzo durchflossen wird und weiter in das Valli di Lanzo mündet. Das Gemeindegebiet umfasst eine Fläche von 62,71 km² und hat 101 Einwohner (Stand 31. Dezember 2023). Zur Gemeinde zählen die Fraktionen (Frazioni) Chialambertetto, Molette, Pian della Mussa, Molera und Villaggio Albaron. 
Die Nachbargemeinden sind Ala di Stura, Bessans, Bonneval-sur-Arc, Groscavallo, Lemie und Usseglio.

## Geschichte

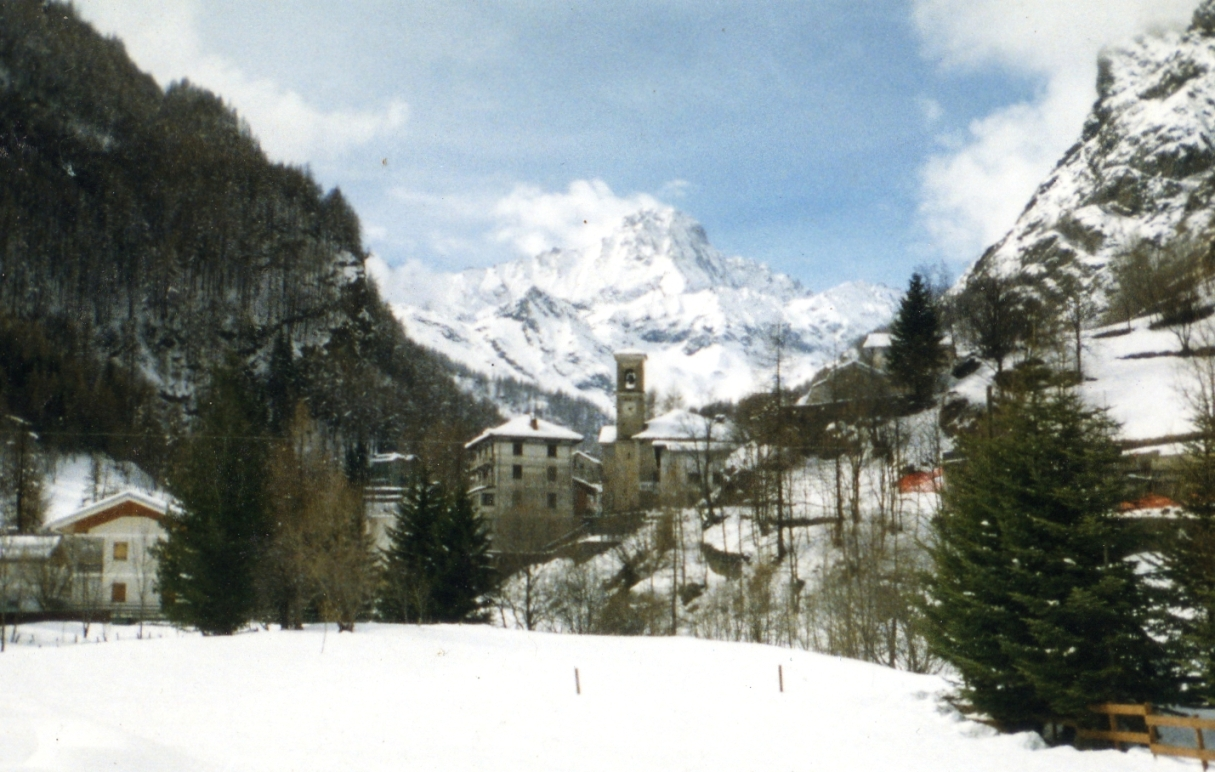
Ansicht von Balme

Sein Name ist zwar in keinem mittelalterlichen Dokument belegt, geht aber auf den Eintrag „Balma“ zurück, der in den piemontesischen Alpen „Spelonca, in den Fels oder in die Erde gegrabene Höhle“ bedeutet. Die ersten historischen Informationen stammen aus dem 14. Jahrhundert, einer Zeit, in der es Teil der Gerichtsbarkeit von Ala war, von der es sich 1610 löste und eine unabhängige Gemeinde wurde. Zwei Jahre später besaß der Adlige Giovanni Castagneri Ljnch die Pfarrkirche, die dort erbaut und im folgenden Jahr geweiht wurde. Im Jahr 1769 wurde sie von Monsignore Francesco Rorengo di Rorà besucht, der, nachdem er den Zustand der Vernachlässigung festgestellt hatte, in dem sich die Kirche befand, den sofortigen Bau eines neuen religiösen Bauwerks auf seine Kosten anordnete. Es gibt heute nur noch sehr wenige Überreste, die von seiner Vergangenheit zeugen. Erwähnenswert ist unter anderem die Pfarrkirche Santissima Trinità, an deren Glockenturm der Italienische Alpenverein im 19. Jahrhundert eine Gedenktafel für Antonio Castagneri anbrachte.

## Tourismus
Balme ist ein Etappenort am internationalen Fernwanderweg Via Alpina. Seit 2021 ist Balme Teil der Bergsteigerdörfer-Initiative des ÖAV.